# Wapen van Stedum

Het wapen van Stedum

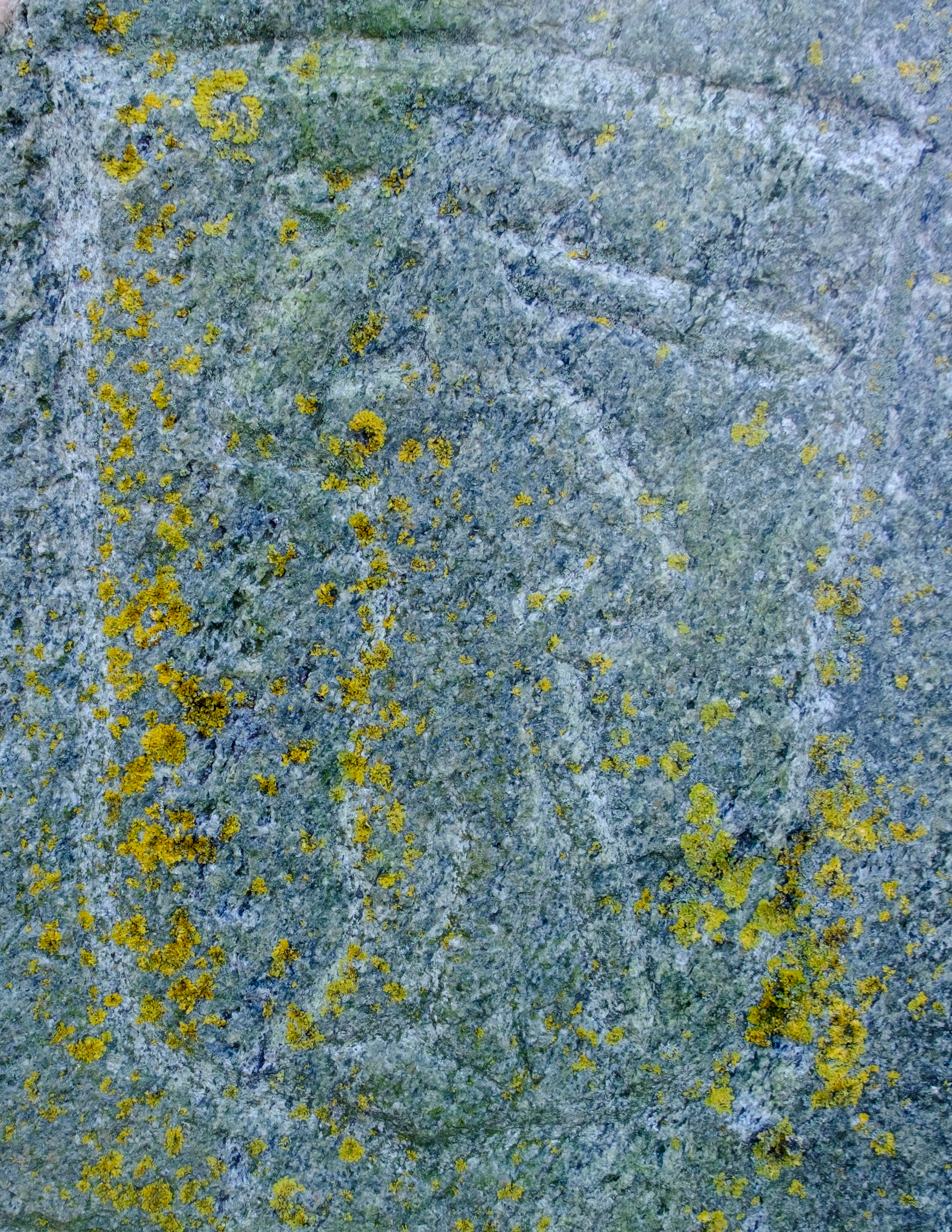
Het wapen van Stedum uitgehakt in een zwerfkei op de locatie van de zogenoemde Stedumer richtplaats aan de Delleweg tegenover boerderij De Juist. De steen werd vermoedelijk geplaatst in het begin van de jaren 1970.

Het wapen van Stedum werd op 1 december 1891 per Koninklijk Besluit door de Hoge Raad van Adel aan de Groninger gemeente Stedum toegekend. Vanaf 1990 is het wapen niet langer als gemeentewapen in gebruik omdat de gemeente Stedum opging in de gemeente Loppersum. De adelaar in het wapen van Stedum werd opgenomen in het wapen van Loppersum.

## Blazoenering
De blazoenering van het wapen luidt als volgt:
Een schild van sabel, beladen met een aanzienden geharnasten ridder van goud, staande op een terras van sinopel en gedekt met een geopenden helm, met de rechterhand boven het hoofd zwaaiende een zwaard, en met de linkerhand op de linkerheup, vasthoudende de schede van het zwaard, het schild heeft bovendien een hoofd van goud, beladen met een dubbelen adelaar van sabel (Nittersum). Het schild omgeven door het randschrift "Gemeentebestuur van Stedum"

## Verklaring
Het wapen is een combinatie van het zegel van de jurisdictie van Stedum (veld) en het wapen van de familie van Nittersum (schildhoofd). De familie van Nittersum had een borg, borg Nittersum in Stedum. Volgens een andere mogelijkheid zou de ridder niet Eppo van Nittersum zijn, maar is deze van een meer Bijbelse oorsprong, namelijk 1 Thessalonicienzen 5 : 8 maar laten wij, die den dag toebehoren nuchter zijn, toegerust met het harnas van geloof en liefde en met den helm van hoop en zaligheid. Dit wordt gebaseerd op de vele aanwezigheid van andere religieuze wapens in het gebied in en rondom Stedum.

## Verwante wapens

Wapen van Loppersum